# Microlaimus criminalis
Microlaimus criminalis är en rundmaskart som beskrevs av Rieger och Ott 1971. Microlaimus criminalis ingår i släktet Microlaimus och familjen Microlaimidae. Inga underarter finns listade i Catalogue of Life.